# 古莱瓦迪
古莱瓦迪（Ghulewadi），是印度马哈拉施特拉邦Ahmadnagar县的一个城镇。总人口19,371（2001年）。

## 人口
该地2001年总人口19,371人，其中男性10,624人，女性8,747人；0—6岁人口2,601人，其中男1,372人，女1,229人；识字率71.55%，其中男性为76.30%，女性为65.78%。